# Basse Area Council
Der Basse Area Council (BAC) ist der Regionalrat der Upper River Region im westafrikanischen Staat Gambia mit Sitz in Basse Santa Su. Den Rat führt ein Vorsteher (englisch Chairman) an. Seit den Regionalwahlen in Gambia 2018 am 12. Mai 2018, ist Foday Danjo (United Democratic Party) Amtsinhaber dieser Position.

## Geschichte
Bei den Regionalwahlen 2018 sind folgende Ratsmitglieder gewählt: Ebrima Manneh (GDC), Ousainou Mahanera (UDP), Sainey Kanuteh (UDP), Yuba Jawara (UDP), Bubacarr Saho (UDP), Ebrima F. Sissoko (UDP), Alhagie Sanyang (UDP), Musa Tunkara (parteilos), Abdourahman Camara (GDC), Mbye Touray (UDP), Alhagie Kijera (GMC), Ebrima Danso (GDC), Omar Garry (PDOIS) und Sarja F. K. Kamateh (PDOIS).